# NGC 7466
NGC 7466 = IC 5281 ist eine Spiralgalaxie mit aktivem Galaxienkern vom Hubble-Typ Sb im Sternbild Pegasus am Nordsternhimmel. Sie ist schätzungsweise 344 Millionen Lichtjahre von der Milchstraße entfernt und hat einen Durchmesser von etwa 150.000 Lj.
Das Objekt wurde am 20. September 1873 von Édouard Stephan entdeckt.